# Colinas de Mexicali
Colinas de Mexicali är en ort i Mexiko.   Den ligger i kommunen Mexicali och delstaten Baja California, i den nordvästra delen av landet, 2 200 km nordväst om huvudstaden Mexico City. Colinas de Mexicali ligger 5 meter över havet och antalet invånare är 124.
Terrängen runt Colinas de Mexicali är platt åt nordost, men åt sydväst är den kuperad. Runt Colinas de Mexicali är det ganska tätbefolkat, med 58 invånare per kvadratkilometer. Närmaste större samhälle är Mexicali, 12,3 km nordost om Colinas de Mexicali. Omgivningarna runt Colinas de Mexicali är i huvudsak ett öppet busklandskap.